# David Solans
Pour les articles homonymes, voir Solans.
David Solans Cortes né le 3 août 1996 à Vilassar de Mar (Catalogne), est un acteur espagnol. Il est principalement connu pour le rôle de Bruno Bergeron dans la série télévisée Merlí où il joue un élève homosexuel qui lutte pour être accepté tel qu'il est. En raison de la grande acceptation de la série parmi le public catalan, La Sexta décide de la diffuser doublée en espagnol sur l'ensemble du territoire national.

## Biographie
Il a fait ses débuts au cinéma avec Jesús Monllaó, le dans film Fill de Caïn, où il incarne Nico, un enfant psychopathe obsédé par les échecs. Pour son interprétation, a été nommé aux Prix Gaudi et par le Círculo de Escritores Cinematográficos comme meilleure révélation masculine. Un an plus tard, il a joué dans la série télévisée dirigée par Marc Puig et Oriol Puig La caída de Apolo.
Il fait sa première apparition sur le petit écran dans la série Bajo sospecha sur Antena 3 où il joue Oscar pendant la première saison de la série.
En 2015, il joue Bruno Bergeron dans la série Merlí de TV3, un élève qui a du mal à s’accepter tel qu’il est et qui voit son père devenir son nouveau professeur de philosophie. En 2016, il participe à la deuxième saison de Merlí sur TV3, terminant ses apparitions dans l’épisode 12 de la saison. Dans 2017 il est revenu dans la troisième saison pour les 3 derniers épisodes.

## Filmographie

### Télévision
| Année       | Série                          | Chaîne         | Rôle                     | Notes       |
| ----------- | ------------------------------ | -------------- | ------------------------ | ----------- |
| 2015        | Bajo sospecha (es)             | Antena 3       | Oscar Vidal              | 8 épisodes  |
| 2015 - 2018 | Philo                          | TV3            | Bruno Bergeron           | 30 épisodes |
| 2016        | Lo que escondían sus ojos (es) | Telecinco      | Ramón Serrano-Suñer Polo | 1 épisode   |
| 2018        | El punto frío (es)             | Playz          | Martín Vivas             | 7 épisodes  |
| 2019        | Boca Norte (es)                | Playz          | Dani                     | 6 épisodes  |
| 2019        | La caza. Monteperdido (es)     | TVE            | Quim Castán Grau         | 8 épisodes  |
| 2019        | Días de Navidad (es)           | Netflix        | Juan                     | 1 épisode   |
| 2019        | Philo : Sapere aude            | Movistar Plus+ | Bruno Bergeron           | 8 épisodes  |
| 2020        | Les Héritiers de la terre      | TV3            | Ricard Planes Rius       | 13 épisodes |
| 2022        | Les Filles du rink             | Netflix        | Hugo Llor jeune          | 3 épisodes  |
| 2022        | La nuit sera longue            | Netflix        | Javi                     | 6 épisodes  |

### Cinéma
- 2013 : Fill de Caín : Nico
- 2013 : La caída de Apolo : Max
- 2017 : El Dulce Sabor del Limón : Jaume

## Théâtre
- 2017 : A cada rey su merecido : Zarek